# علی‌پور، جالوکاتی
علی‌پور، جالوکاتی (به لاتین: Alipur, Jhalokati) یک منطقهٔ مسکونی در بنگلادش است که در استان باریسال واقع شده‌است.